# To Fili Tis Zois (пісня Єлени Папарізу)
To Fili Tis Zois (грец. Το Φιλί Της Ζωής, укр. Поцілунок життя) — пісня грецької співачки Єлени Папарізу, основна музична тема кінофільму «To Fili Tis Zois». На радіо пісня з'явилась у жовтні 2007 року, а в листопаді офіційно видана у складі офіційного саундтреку кінострічки. Також пісня стала бонус-треком третього студійного альбому Vrisko To Logo Na Zo.

## Історія видання
Офіційна прем'єра пісні відбулась 8 квітня 2008 року, коли вперше прозвучала в ефірі радіостанції Cosmoradio в Салоніках. В Афінах пісня дебютувала на хвилях Sfera Radio. Після цього пісня зазвучала на всіх радіостанціях Греції та Кіпру.
| Регіон | Дата            | Лейбл    | Формат                      |
| ------ | --------------- | -------- | --------------------------- |
| Греція | 26 вересня 2007 | Sony BMG | радіо-сингл                 |
| Греція | 27 жовтня 2007  | Sony BMG | завантаження через інтернет |
| Кіпр   | 27 вересня 2007 | Sony BMG | радіо-сингл                 |

## Позиції в чартах
| Чарт                | Пікова позиція         |
| ------------------- | ---------------------- |
| Greek Airplay Chart | 1                      |
| Greek Digital Sales | 1 (золотий сертифікат) |